# امیرشاهی
امیرشاهی می‌تواند به افراد زیر اشاره داشته‌باشد:
- امیر شاهی، متخلص به شاهی، شاعر ایرانی
- مهشید امیرشاهی
- ژیلا امیرشاهی
- شهرآشوب امیرشاهی
- پوریا امیرشاهی